# Echymipera echinista
Echymipera echinista is een buideldas uit het geslacht Echymipera. De wetenschappelijke naam van de soort werd voor het eerst geldig gepubliceerd door Jon Menzies in 1990.

## Kenmerken
Deze soort heeft een zeer stekelige vacht, een lange, smalle bek en donkere strepen op de kop. De kop-romplengte bedraagt 328 tot 360 mm, de staartlengte 97 mm, de achtervoetlengte 55 tot 58,7 mm, de oorlengte 31 tot 35 mm en het gewicht 1000 g (voor slechts een van de twee exemplaren kon de staartlengte en het gewicht worden bepaald).

## Verspreiding
Deze soort komt voor in de laaglanden van het zuidwesten van Papoea-Nieuw-Guinea. Er zijn slechts twee exemplaren bekend, het een op 40 m hoogte gevangen bij de monding van de Fly River en het ander op 80 m hoogte bij de rivier Strickland. Het is een zeer zeldzame soort.